# Burg Forchtenberg
Die Burgruine Forchtenberg liegt in der Gemeinde Semriach in der Steiermark. Der Zeitpunkt ihrer Errichtung ist nicht bekannt.

## Lage
Die Ruinenreste der Spornburg befinden sich in der Katastralgemeinde Windhof. Sie steht auf einem Geländesporn, der sich in Richtung des Augrabens erstreckt, etwa 300 Meter nordöstlich der Ruine Luegg. Der Sporn ist an seiner Schulter nur wenige Meter breit und fällt an beiden Seiten steil ab. Am Spornende befanden sich zwei heute noch deutlich erkennbare Halsgräben, wovon einer eine Breite von etwa zehn Metern und eine Tiefe von rund acht Metern aufweist. Durch diesen Graben verläuft heute ein Forstweg.

## Beschreibung
Heute existieren von der Burg nur noch wenige Reste. Eine annähernde Rekonstruktion des Grundrisses ist mithilfe von Grundmauerresten möglich. Der ursprünglich dreieckige, heute als Schutthügel erhaltene Bergfried hatte bei einer Mauerstärke von rund zwei Metern eine Seitenlänge von etwa 14,5 Metern. An den Bergfried schloss der weitere Burgbereich an. Er war auf einer Länge von 30 Metern und einer Breite von 15 Metern von einer unregelmäßig viereckigen Ringmauer umgeben. Davon sind ein etwa zwei Meter langes Stück der äußeren Mauerschale und einige Reste des Füllmauerwerks erhalten. Die Mauer bestand aus etwa 30 × 40 Zentimeter großen Bruchsteinen ohne ausgeprägte Lagenbildung. Zwischen dem Bergfried und dem südlichen Teil der Ringmauer könnte sich ein Flankentor befunden haben. Im östlichen und im südlichen Teil der Anlage befinden sich Geländeerhöhungen, die auf ehemalige Gebäude hinweisen.